# Cinavia
Cinavia（シナビア）は、当初Verance Copy Management System for Audiovisual Content（VCMS/AV）と呼ばれ、Verance社が1999年から開発し、2010年にリリースしたアナログ透かしおよびステガノグラフィーシステムである。既存のAdvanced Access Content System（AACS）デジタル著作権管理（DRM）と連動して、2012年からすべての民生用ブルーレイディスクプレーヤーにCinavia透かし検出サポートの搭載が義務づけられた。また、2012年以降に生産されたBDレコーダーでムーブバックを行う場合Cinaviaのチェックが入る。PlayStation 3（Ver. 3.10以降）などが先行してCinaviaのチェック機能を備えた。

## 概要
Cinaviaは、劇場公開映画やブルーレイディスクなどのメディアのアナログ音声に記録された透かしを検出することで、コピーを防止する仕組みである。これは、偽造コピーと合法的なコピー（フォーマットシフトなど）の両方を防ぐことを意図している。2011年以降の映画のうち、主にコロンビアピクチャーズまたはユニバーサルピクチャーズの原語版音声に透かしが入っている。
Verance社はウェブサイトで、透かしはマイクを通した録音（映画館でビデオカメラを使って映画を録画する場合など）や圧縮・エンコードには耐えられるが、人間の聴覚には感知できず、透かしの存在は音質に影響を与えないとしている。
透かしの入ったメディアをCinavia検出機能を持つシステムで再生する場合、そのファームウェアは透かしを検出し、デバイスがその透かしに対して再生が許可されているかを確認する。デバイスが許可されていない場合（例えば、映画館での収録物の非正規の映画プロジェクターでの再生や、AACSが無効化された市販のブルーレイディスクのコピー、CSSが無効化された市販のDVDのコピーなど）、デバイスでそのメディアの再生が許可されていないことと、Cinaviaのウェブページで詳細情報を閲覧するようメッセージが（即時または一定時間後に）表示される。デバイスやファームウェアによっては、メッセージが表示されると、音声がミュートになる、または再生が完全に停止する。

### メッセージ
Cinavia+AACSシステムによる介入後、透かしが検出された状況を反映した4つのメッセージのうちの1つが表示される。メッセージは異なる言語の消費者にも特定しやすいように「Cinaviaメッセージコード1から4」の番号が振られている：
1. メッセージコード1：再生停止[6]-劇場やホテルで配給されたオーディオコンテンツを民生用再生機器で再生しているときに表示される。
2. メッセージコード2：コピー停止[6]-劇場またはホテルで配給されたオーディオコンテンツを民生用録音機器で録音しているときに表示される。
3. メッセージコード3：音声がミュート[6]-民生用オーディオコンテンツを光ディスクから再生するときに、ディスクの中央に一致するAACSキーが存在しない場合に表示される。
4. メッセージコード4：コピー停止[6]-民生用録音機器で民生用オーディオコンテンツを録音しているときに表示される。

このうち、レコーダー、ゲーム機、PC向けのBD再生用ソフトウェアはメッセージコード1,3の搭載が義務付けされる傾向にある。搭載が義務であるのはBDプレイヤー（DVDが再生可能かどうかは考慮しない）のみであり、USBメディアなどから再生するメディアプレイヤーではCinaviaをすり抜けることがある。

### ライセンス
Cinaviaの所有者であるVeranceは、エンターテインメントおよびメディア業界のいくつかの部門とライセンス契約を結ぶことで収益を得ている。2012年3月現在、Verance社に支払われるライセンス費用は、ブルーレイディスクプレーヤーのメーカー1社あたり、Cinavia検出システムを組み込む権利として1万ドルから30万ドル、さらに実装のための追加ソフトウェア費用が発生する。制作会社は、Cinaviaで透かしたオーディオトラックごとに50ドル、配給会社は、Cinaviaで透かしたコンテンツを含むディスクごとに0.04ドル支払う必要がある。

## 技術
Cinaviaの特徴：
- 透かしを検出するために必要な音声は1チャンネルだけ。
- 透かしは、マイクを通した再録音にも耐えられる。
- 透かしは、「記録されたコンテンツの制作、複製、配給、放送、および消費者の取り扱い」によって検出できる[5]（同社のDVD-Audio Detector Compliance Verification Suiteのホワイトペーパーでは、すべてのテストがシングルチャンネルのファイルである[8]）。
- 同じ作品の異なるバージョンを識別することができる。

Cinaviaが提供する透かしとステガノグラフィー機能は、オーディオ信号内に留まり、離散コサイン変換による非可逆圧縮、MP3、DTS、Ogg Vorbisなど、一般的なオーディオ形式変換に耐えられるよう設計されている。マイク、オーディオ接続、放送によるデジタルおよびアナログの録音・再生に耐えられるように設計されており、可聴域内の周波数を使用することでこれを実現している。Cinaviaはモノラルであり、マルチチャンネルではない。
Cinaviaの帯域内信号方式は、各オーディオチャンネルの周波数領域で意図的なスペクトラム拡散位相歪みを個別に生じさせ、チャンネルごとに最大約0.2ビット/秒（量子化レベル及び、堅牢性と音響心理学的知覚の許容レベルとのトレードオフ関係に依存）のデジタル信号を得ることができる。磁気テープ録音時のワウフラッター、振幅変調などのアナログ歪みに耐えられるよう設計されている。再生時には、信号によって生じた歪みや不連続性をカバーするための追加のオーディオフィルターは使用されない。
信号は、基本周波数とそのサブハーモニック倍音に作用し、最も強い信号とそのサブハーモニックの間の位相関係を扱うことによって、継時マスキングとサブバンド符号化に耐えられる。エンコーダが作り出す各位相不連続は、広帯域ホワイトノイズの対応するパルスをもたらすため、ノイズ軽減策として、さらなる範囲の歪みで補正している。隠しデジタルデータ信号は、オーディオフレーム同期用のあらかじめ決められた疑似ランダムバイナリシーケンスと、大量の前方誤り訂正を使用して歪みステップで結合され、埋め込まれる。透かしは、ある信号対雑音比の閾値が満たされたときにのみ埋め込まれ、連続した信号ではない。埋め込まれたデータを検出・復元するためには、一定期間信号を監視する必要がある。隠された信号の抽出は厳密なものではなく、統計的相互相関によって畳み込み符号を復元する。
Cinaviaのブルーレイディスク実装は、2つのユースケースを想定している。1つ目は、映画配給ネットワークを通じてリリースされるすべての映画館のサウンドトラックにCinaviaの透かしを導入すること。2つ目は、すべての市販ブルーレイディスクに、付随するAACSキーがあることを示すCinavia透かしを導入すること。消費者向けブルーレイディスクのオーディオトラックに「劇場公開」透かしが検出された場合、付属のビデオは「カム」レコーディングから供給されたものとみなされる。オーディオトラックに「AACS透かし」があっても、ディスクに付随の一致するAACSキーが見つからない場合は、空のブルーレイディスクにコピーして作られた「リッピング」であるとみなされる。

### DVD-Audio
DVD-Audioに使用される透かしシステムのデータスループットの要件は、「透かし出力：15秒あたり3透かしデータビット（2CCIビットと1SDMIトリガービット）」である。この例の2つのCCIビットはデジタルコピー制御情報を含み、連続したSDMIビットが再構成されたときにSecure Digital Music Initiativeデータを含む。また、Compliance Verification Suiteの最低サンプルレートテストは、16,000サンプル/秒、16ビット/サンプルである。これは、帯域幅の要件が8kHzまでであることを示していると思われる。

## 歴史
2009年6月5日、AACSのライセンス契約が確定し、市販のブルーレイディスクプレーヤーでのCinavia検出を要件とするよう更新された。
2009年7月3日、Maxim Anisiutkinは、オープンソースのDVDオーディオ透かし検出と除去するためのコンピュータプログラムをSourceForgeに公開した。このソフトウェアパッケージには、DVDオーディオまたはSDMI（Secure Digital Music Initiative）透かしを作成する際に使用される方法と埋め込みパラメータの詳細な説明が含まれており、これはVerance Incによって作成されたCinavia透かし技術の初期バージョンである。
2013年1月以降、ブルーレイディスクプレーヤーの既存のバグや抜け穴を利用して、Cinaviaメッセージのトリガーを回避する試みがサードパーティーのソフトウェアサプライヤーによって行われたが、音声からCinavia信号を正確に除去する試みは行われていなかった。iDeer Blu-ray Player、DVDFab、AnyDVD HD（バージョン7.3.1.0）などがCinavia対応のソフトウェアブルーレイディスクプレーヤーがCinavia検出メッセージを引き起こすのを避けるための回避策が使われていた。
2013年8月、DVD-Rangerは、オーディオファイルから現在のCinavia信号を検出し、除去する方法を詳述したホワイトペーパーを発表した。DVD-Ranger CinExベータソフトウェアは、消費者のCinavia検出手法と同じ方法でCinavia信号を同期して検出し、オーディオストリーム内のこれらの識別部分を削除することでCinavia信号が除去される。後処理を行なうことで、生じた可聴域のギャップを「埋める」ことができる。